# Antor
Antor (Association of National Tourist Office Representatives) is een in 1975 opgerichte Nederlandse, niet-politieke vereniging van dertig nationale verkeersbureaus. Het heeft als doelstelling om het uitgaande toerisme vanuit Nederland te stimuleren en te coördineren, ten gunste van de reisindustrie.

## Betrokken landen
- Aruba
- België (Vlaanderen en Brussel)
- Bonaire
- Brazilië
- Cyprus
- Denemarken
- Duitsland
- Frankrijk
- Griekenland
- Hongarije

- Ierland
- India
- Israël
- Jamaica
- Jordanië
- Kroatië
- Luxemburg
- Malta
- Noorwegen
- Polen

- Portugal
- Slovenië
- Slowakije
- Spanje
- Tsjechië
- Tunesië
- Turkije
- Verenigd Koninkrijk
- Zuid-Afrika
- Zweden
- Zwitserland